# Ofri grund
Ofri grund (eller ofri tomt) är ett begrepp i fastighetsrätt, för det förhållande som föreligger då byggnad uppförts av arrendator på arrenderad mark, och står på mark som inte ägs av samma person som äger byggnaden. Nackdelen med att äga en byggnad som står på ofri grund är att den som äger marken kan säga upp arrendeavtalet.
Jordägaren har då lösningsrätt enligt 8 kap 21 § jordabalken.
Har jordägaren förklarat att han inte är villig att göra det, får arrendatorn föra bort egendomen eller överlåta den till en tillträdande arrendator. Om han för bort egendomen, ska han dock återställa arrendestället i tjänligt skick.
Vidare påverkas möjligheten att belåna byggnaden om den står på ofri grund, eftersom det enligt regler om pantsättning av lös egendom måste ske en besittningsövergång. Bestämmelser om ofri grund finns i jordabalken. Om man säljer ett hus som står på ofri grund slipper man den stämpelskatt, 1,5 %, som annars utgår vid försäljning av fast egendom.